# تپه و گورستان هاشم سیرلان
تپه و قبرستان هاشم سیرلان مربوط به دوران‌های تاریخی پس از اسلام است و در شهرستان بیجار، بخش چنگ الماس، روستای سیرلان واقع شده و این اثر در تاریخ ۱۰ دی ۱۳۸۱ با شمارهٔ ثبت ۶۹۳۴ به‌عنوان یکی از آثار ملی ایران به ثبت رسیده است.